# David Ludvigsson
 David Ludvigsson, född 1 januari 1971 i Linköping, är en svensk historiker och professor, verksam vid Linköpings universitet i Linköping. Han är son till läkaren Johnny Ludvigsson och bror till läkaren Jonas F. Ludvigsson.

## Biografi
Ludvigsson är utbildad gymnasielärare och filosofie magister vid Uppsala universitet (1991–1997). Han disputerade i historia vid Uppsala universitet 2003, på en avhandling om hur historia används i historiska dokumentärfilmer producerade inom public servicebolaget Sveriges Television omkring 1967–2003. Som främsta exempel analyserades Olle Hägers och Hans Villius TV-produktion.
Åren 1998–2004 undervisade Ludvigsson i historia och historiedidaktik vid Högskolan i Gävle. Under denna period arbetade han nära Bengt Schüllerqvist och assisterade denne med en nationell kartläggning av svensk historiedidaktisk forskning. Ludvigsson och Schüllerqvist granskade också historielärarutbildningen vid Göteborgs universitet. Åren 2005–2011 var Ludvigsson verksam som forskare vid Uppsala universitet, samt arbetade en kortare period med TV-produktion vid Kunskapskanalen. 
År 2011 blev Ludvigsson universitetslektor i historia vid Linköpings universitet. År 2013 utnämndes han till docent i historia vid Uppsala universitet och 2015 till biträdande professor vid Linköpings universitet. Han utsågs 2023 till professor i historia med inriktning mot lokalhistoria. Han har ansvar för historielärarutbildningen vid Linköpings universitet.

## Forskningsinriktning
Ludvigssons forskning behandlar historiografi och historiedidaktik i bred bemärkelse. Han har bland annat studerat hur guider i historiska miljöer använder historia, och vad som händer när skolklasser besöker sådana platser. Ludvigsson har även intresserat sig för historieundervisning i högre utbildning inklusive lärarutbildningen, och är biträdande redaktör för Arts and Humanities in Higher Education. An International Journal of Theory, Research and Practice. Ludvigsson har även forskat om utbildningshistoria och idrottshistoria.
Ludvigsson har publicerat ett stort antal vetenskapliga verk. Han har även arbetat aktivt tillsammans med arkiv, historielärare och ideella organisationer i anknytning till sin forskning. 2015-2020 var Ludvigsson ordförande i Historielärarnas förening. Under forskarutbildningen var Ludvigsson doktorandfackligt aktiv som ordförande för Doktorandnämnden vid Uppsala studentkår och satt i konsistoriet (styrelsen) för Uppsala universitet. Ludvigsson syntes i talarpose på kongressaffischerna för Sveriges universitetslärarförbunds kongress 2012.